# Skip Ltd.
skip Ltd. is een Japans computerspelontwikkelaar, die nauw verbonden is met Nintendo. Nintendo heeft spellen van het bedrijf in Japan uitgegeven, met als enige uitzondering LOL (Archime DS), dat skip Ltd. zelfstandig uitgaf. Het personeel van het bedrijf bestaat uit oud-medewerkers van Square zoals Kenichi Nishi en Keita Eto.
skip Ltd. heeft de volgende teams van ontwikkelaars: 24 Department, 819 Department, en 1 Department.

## Spellen

### Game Boy Advance

#### bit Generationsserie
- Boundish
- Coloris
- Dialhex
- Dotstream
- Orbital
- Soundvoyager

### Nintendo DS
- Art Style: AQUIA (DSiWare)
- Art Style: BASE 10 (DSiWare)
- Art Style: BOXLIFE (DSiWare)
- Art Style: precipice (DSiWare)
- Art Style: PiCTOBiTS (DSiWare)
- Art Style: ZENGAGE (DSiWare)
- Chibi-Robo!: Park Patrol
- Okaeri! Chibi-Robo! Happy Richie Ōsōji!
- LOL

### Nintendo 3DS
- Chibi-Robo! Photo Finder
- Chibi-Robo! Zip Lash

### Nintendo GameCube
- Chibi-Robo!
- Giftpia

### Wii
- Art Style: CUBELLO (WiiWare)
- Art Style: light trax (WiiWare)
- Art Style: ORBIENT (WiiWare)
- Art Style: ROTOHEX (WiiWare)
- Art Style: Rotozoa (WiiWare)
- Captain Rainbow
- Chibi-Robo! (New Play Control!)
- Snowpack Park (WiiWare)
- Wii Play: Motion (Pose Mii Plus en Flutter Fly mini-games)